# Saint Louis FC U23
El Saint Louis FC U23 fue un equipo de fútbol de los Estados Unidos que jugó en la USL Premier Development League, la cuarta liga de fútbol más importante del país.

## Historia
Fue fundado en el año 2006 en la ciudad de Springfield, Misuri con el nombre Springfield Synergy para reemplazar al Springfield Storm, equipo que al finalizar la temporada 2006 se mudó a Glendora, California para pasar a llamarse Los Angeles Storm. Fueron uno de los equipos de expansión de la USL Premier Development League en la temporada 2007 y nunca han superado el cuarto lugar de su conferencia desde entonces.
En 2015 cambia su nombre por el de Springfield Demize y la franquicia es vendida al Saint Louis FC y se muda a la ciudad de Fenton, Missouri y pasa a ser Saint Louis FC U23 como un equipo filial.
El proyecto solo duró una temporada ya que el Saint Louis FC cerró operaciones de su equipo filial.

## Estadios
- Cooper Sports Complex; Springfield, Misuri (2007-2009, 2011–)
- Harrison Stadium en la Drury University; Springfield, Misuri (2010)

## Entrenadores
- Armen Tonianse (2007-2008)
- Chris Hanlon (2009)
- Logan Hoffman (2010)[1]
- Julio Reyes (2011)
- Chris Hanlon (2012)
- Sean Fraser (2013)[2]
- Ian Henry (2014-)[3]